# Café Amazon
Café Amazon es una cadena tailandesa de cafeterías propiedad de PTT Group, fundada en 2002. Los locales se encuentran principalmente en centros comerciales y en el centro de las ciudades. Además, tiene una línea de pequeños locales en gasolineras y estaciones de servicio. 
En 2020 contaban con más de 3.333 locales distribuidos por todo el mundo, lo que la convertía en la sexta cadena de café más grande por número de puntos de venta del mundo. 

## Historia
En 2024 el grupo tailandés PTT Oil and Retail Business (PTT Group) hizo público un acuerdo con el Grupo Bashundhara de Bangladés para abrir 100 tiendas de la marca Café Amazon en el país.